# Солярис (фильм, 1972)
«Соля́рис» — научно-фантастическая драма, снятая Андреем Тарковским в 1972 году по мотивам одноимённого романа Станислава Лема об этических проблемах человечества, рассматриваемых через призму контактов с внеземным разумом. Широкоэкранный фильм из двух серий. Главные роли исполнили Донатас Банионис и Наталья Бондарчук.
Обладатель специального Гран-при Каннского кинофестиваля. По результатам некоторых опросов входит в число величайших научно-фантастических фильмов в истории мирового кинематографа.

## Сюжет
Действие происходит в неопределённом будущем: человечество уже освоило межзвёздные полёты, но земная жизнь ещё сохраняет черты XX века. Соляристика — наука, изучающая далёкую планету Солярис, — зашла в тупик. На Земле разгорается дискуссия — продолжать ли тратить ресурсы на исследование планеты или окончательно свернуть программу. Споры подогревают показания пилота Бертона, который работал на Солярисе и наблюдал там очень странные явления. Некоторые учёные делают вывод, что океан, покрывающий практически всю планету, возможно, обладает разумом. Вызывает тревогу состояние группы исследователей, которые постоянно работают на орбите Соляриса. Психолог Крис Кельвин вылетает на Солярис, чтобы принять решение на месте.
На огромной полузаброшенной орбитальной научной станции «Солярис» уже несколько лет живут только трое учёных — Снаут, Сарториус и Гибарян. Оказавшись на станции, скептически настроенный Крис обнаруживает, что её экипаж измучен необъяснимыми явлениями: к людям приходят «гости» — материальное воплощение их самых мучительных и постыдных воспоминаний. Избавиться от «гостей» невозможно никаким способом, они возвращаются снова и снова. Снаут полностью деморализован, Сарториус прикрывается маской холодного и циничного исследователя, а Гибарян и вовсе покончил с собой незадолго до прибытия Кельвина. В предсмертном видеопослании Гибарян говорит: «Это не безумие… здесь что-то с совестью». Земляне, похоже, сами стали объектом исследований со стороны разумного океана планеты.
Пока Кельвин спит, «гостья» приходит и к нему. Океан материализует образ его жены Хари. Десять лет назад Хари наложила на себя руки после семейной ссоры. Поначалу Кельвин, как и другие соляристы, пытается избавиться от «двойника» Хари, но тщетно. Он не может даже уединиться, «Хари» готова вышибить двери, лишь бы оказаться рядом с Кельвином. Со временем Кельвин начинает относиться к «гостье» как к живому человеку. Копия Хари тоже постепенно осознаёт свою сущность. Вместо запрограммированной потребности неотлучно находиться возле Кельвина в ней развивается человеческая способность к самостоятельному принятию решений. Понимая, что своим существованием она причиняет Кельвину страдания, она сначала пытается убить себя, а после неудачи просит Снаута и Сарториуса её уничтожить, что они и делают путём аннигиляции. Перед этим Сарториус и Снаут проводят свой эксперимент. С помощью модулированного рентгеновского излучения посылают океану энцефалограмму Кельвина. Попытка приносит результат — визиты «гостей» прекращаются. Зато океан начинает проявлять другую непонятную активность: на его поверхности стали появляться странные острова.
Крис Кельвин возвращается на Землю к отцу, и оба застывают на пороге дома в позе персонажей картины «Возвращение блудного сына» Рембрандта, — и вскоре видно, что это не Земля, а один из островов в океане Соляриса.

## В ролях
| Актёр                                            | Роль                             |
| ------------------------------------------------ | -------------------------------- |
| Донатас Банионис (озвучивает Владимир Заманский) | Крис Кельвин                     |
| Наталья Бондарчук                                | Хари                             |
| Юри Ярвет (озвучивает Владимир Татосов)          | Снаут                            |
| Анатолий Солоницын                               | Сарториус                        |
| Николай Гринько                                  | отец Криса Ник Кельвин           |
| Владислав Дворжецкий                             | Анри Бертон                      |
| Сос Саркисян                                     | Гибарян                          |
| Ольга Барнет                                     | мать Криса в молодости           |
| Александр Мишарин                                | председатель комиссии            |
| Юлиан Семёнов                                    | председатель научной конференции |
| Георгий Тейх (озвучивает Алексей Феофанов)       | профессор Мессенджер             |
| Баграт Оганесян                                  | Тархье                           |
| Тамара Огородникова                              | тётка Криса Анна                 |
| Виталий Кердимун                                 | сын Бертона                      |
| Татьяна Малых                                    | племянница Криса                 |
| Виталий Стацинский                               | Крис в юности                    |
| Ольга Кизилова                                   | «гостья» Гибаряна                |
| Симон Бернштейн (не отмечен в титрах)            | «гость» Сарториуса               |

В роли собаки отца Криса Кельвина — бульдог Метан.

## Съёмочная группа
- Режиссёр: Андрей Тарковский
- Сценаристы:
  - Фридрих Горенштейн
  - Андрей Тарковский
- Оператор: Вадим Юсов
- Художник: Михаил Ромадин
- Композитор: Эдуард Артемьев
- Звукооператор: Семён Литвинов
- Второй режиссёр: Юрий Кушнерёв
- Второй оператор: Евгений Шведов
- Художник-гримёр: Вера Рудина
- Художник по костюмам: Нелли Фомина
- Монтажёр: Людмила Фейгинова
- Комбинированные съёмки
  - оператор: Василий Севостьянов
  - художник: Александр Клименко
- Ассистенты режиссёра:

Арнольд Идес, Лариса Тарковская, Мария Чугунова
- Ассистенты оператора:

Юрий Невский, Владимир Шмыга
- Редактор: Лазарь Лазарев
- Директор картины: Гарри Гуткин[4], Вячеслав Тарасов

## Музыка
Музыку для фильма написал Эдуард Артемьев, в то время уже признанный лидер советской электронной музыки. Картина была условно разделена на две части: конкретные природные шумы Земли и некий иной мир, космический, который решался уже синтетическим методом. В фильме звучит переложение фа-минорной хоральной прелюдии Иоганна Себастьяна Баха (Ich ruf zu Dir, Herr Jesu Christ, BWV 639), это произведение известно под названием «Слушая Баха (Земля)». Тарковский не собирался включать в картину просто музыку, ему нужна была именно звуковая картина, как неотъемлемая часть атмосферы планеты Солярис. В работе над звуковой составляющей фильма использовался фотоэлектронный оптический синтезатор «АНС».

## Создание
Рабочий вариант сценария был готов в январе-марте 1970 года. На роль Хари Тарковский пробовал также Аллу Демидову, но в её исполнении Хари получалась слишком агрессивной. Среди претенденток были Анастасия Вертинская, Маргарита Терехова, Ирма Рауш и шведская актриса Биби Андерссон. В результате режиссёр остановил выбор на Наталье Бондарчук.

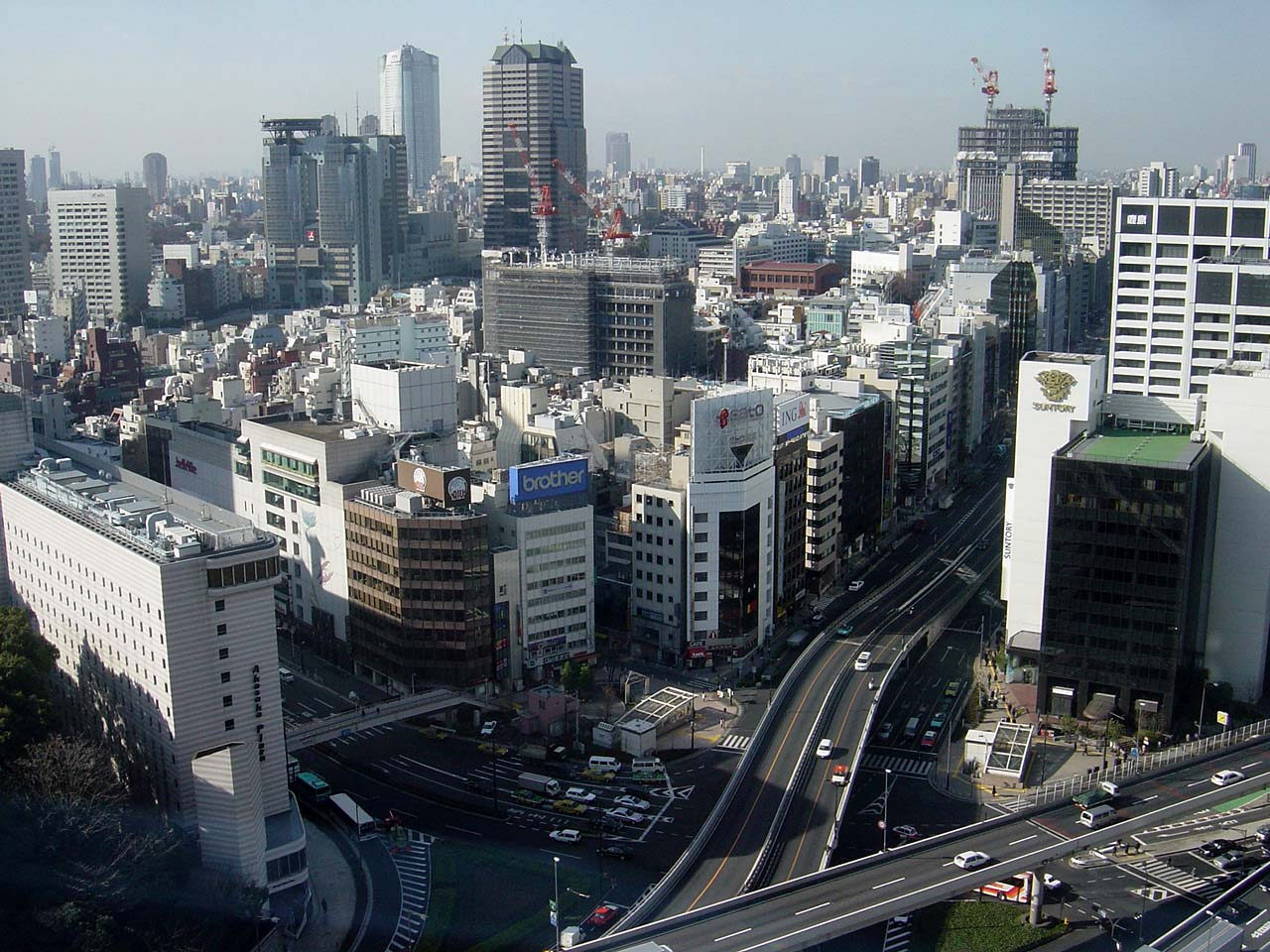
«Город будущего» — Акасака, Токио

Эпизод, в котором Бертон едет на машине по бесконечным тоннелям, развязкам, эстакадам «города будущего», снимали в Японии. Сюто — сеть скоростных платных автодорог в Большом Токио, была построена к Олимпиаде 1964 года и из-за плотной застройки большая её часть пролегала как под городом, так и над городом. Это привлекло внимание Тарковского, так как многоуровневые автострады являлись традиционной деталью у художников, иллюстрировавших фантастическую литературу в XX веке.
Натурные сцены «дома у реки», в котором жил Кельвин, снимались недалеко от Саввино-Сторожевского монастыря в Звенигороде. Место было выбрано не случайно: как рассказывают современники режиссёра, именно в Звенигороде мать Тарковского когда-то снимала дачу на лето для своих детей. Декорации к фильму готовили около года, для большей таинственности даже облицевали жестью мост рядом с домом героя. Съёмочная группа проживала в монастыре, а первый кадр был снят в поле.
В окончательную редакцию не вошла сцена в зеркальной комнате, режиссёр изъял её из фильма. Этот загадочный шаг поклонники Тарковского связывают с происками цензуры. На самом деле цензуру и редактуру эта сцена не волновала, и мотивы у режиссёра, скорее всего, были внутренними. Известно, что он не раз возражал против того в фильмах, что казалось ему «слишком красивым».
Сцена в невесомости снималась при помощи двух операторских кранов, на одном из которых был закреплён киносъёмочный аппарат, а на другом располагались актёры. Виды мыслящего океана снимались по методу ФОКАЖ (форма, образованная контактом активных жидкостей), разработанному кинооператором комбинированных съёмок Борисом Травкиным.
Тарковский так отзывался о своей картине:

Главный смысл… фильма я вижу в его нравственной проблематике. Проникновение в сокровенные тайны природы должно находиться в неразрывной связи с прогрессом нравственным. Сделав шаг на новую ступень познания, необходимо другую ногу поставить на новую нравственную ступень. Я хотел доказать своей картиной, что проблема нравственной стойкости, нравственной чистоты пронизывает всё наше существование, проявляясь даже в таких областях, которые на первый взгляд не связаны с моралью, например, таких, как проникновение в космос, изучение объективного мира и так далее.

В тот день, когда киностудия «Мосфильм» заключила договор со Станиславом Лемом на экранизацию романа «Солярис», корреспондент журнала «Советский экран» Мирон Черненко взял у него интервью. В интервью, опубликованном в январе 1966 года, Лем говорит, что он и Тарковский — «убеждённые противники цвета в кино», поэтому фильм будет чёрно-белым. Отзываясь о других режиссёрах, Лем говорит, что ему «не приходилось ещё видеть интересных и умных фантастических картин». Фильм «Безмолвная звезда» он считал неудачной экранизацией романа «Астронавты», а десятки фильмов в США и Японии (например, «Запрещённая планета») — «на уровне бреда... ниже всякой критики, ибо заведомо сделано по принципу: упаси господи, чтобы зритель хотя бы на минуту задумался»</ref>.
В итоге Лем остался недоволен и этой экранизацией.

## Критика
Критики отмечают психологическую глубину и гуманизм фильма Тарковского, великолепный визуальный ряд. Фильм прочно занял место среди шедевров мирового киноискусства. Вместе с тем многие критики отмечают, что идеологически фильм Тарковского ближе к Достоевскому, чем к Лему.
Станислав Лем негативно воспринял фильм Тарковского:

«Солярис» — это книга, из-за которой мы здорово поругались с Тарковским. Я просидел шесть недель в Москве, пока мы спорили о том, как делать фильм, потом обозвал его дураком и уехал домой… Тарковский в фильме хотел показать, что космос очень противен и неприятен, а вот на Земле — прекрасно. Я-то писал и думал совсем наоборот.

К этой экранизации я имею очень принципиальные претензии. Во-первых, мне бы хотелось увидеть планету Солярис, но, к сожалению, режиссёр лишил меня этой возможности, так как снял камерный фильм. А во-вторых (и это я сказал Тарковскому во время одной из ссор), он снял совсем не «Солярис», а «Преступление и наказание». Ведь из фильма следует только то, что этот паскудный Кельвин довёл бедную Хари до самоубийства, а потом по этой причине терзался угрызениями совести, которые усиливались её появлением, причём появлением в обстоятельствах странных и непонятных. Этот феномен очередных появлений Хари использовался мною для реализации определённой концепции, которая восходит чуть ли не к Канту. Существует ведь Ding an sich, непознаваемое, Вещь в себе, Вторая сторона, пробиться к которой невозможно. И это в моей прозе было совершенно иначе воплощено и аранжировано… А совсем уж ужасным было то, что Тарковский ввёл в фильм родителей Кельвина, и даже какую-то его тётю, а прежде всего — мать, а «мать» — это «Россия», «Родина», «Земля». Это меня уже порядочно рассердило. Были мы в тот момент как две лошади, которые тянут одну телегу в разные стороны… В моей книге необычайно важной была сфера рассуждений и вопросов познавательных и эпистемологических, которая тесно связана с соляристической литературой и самой сущностью соляристики, но, к сожалению, фильм был основательно очищен от этого. Судьбы людей на станции, о которых мы узнаём только в небольших эпизодах при очередных наездах камеры, — они тоже не являются каким-то экзистенциальным анекдотом, а большим вопросом, касающимся места человека во Вселенной, и так далее. У меня Кельвин решает остаться на планете без какой-либо надежды, а Тарковский создал картину, в которой появляется какой-то остров, а на нём домик. И когда я слышу о домике и острове, то чуть ли не выхожу из себя от возмущения. Тот эмоциональный соус, в который Тарковский погрузил моих героев, не говоря уже о том, что он совершенно ампутировал «сайентистский пейзаж» и ввёл массу странностей, для меня совершенно невыносим.

Критик Вл. Гаков также отмечает полную противоположность идейных позиций Лема и Тарковского:

Тарковский — конечно, гений кино, великий художник-визионер, но научной фантастике, вообще интеллектуальной литературе был абсолютно чужд… Зачем вообще было глубоко верующему художнику, погружённому в земные, абсолютно реальные и осязаемые материи, браться за дерзкое «построение ума» неверующего, агностика, интеллектуала-иконоборца?.. [Это] не значит, что Тарковский в каком-либо смысле «не дорос» до Лема. Как, впрочем, не означает и какого-то морального превосходства воспарившего «в духе» художника над холодным, рациональным мыслителем. Просто оба, при всей своей равновеликости, оказались невероятно чужды друг другу — совсем как человечество и Океан.

Высказывалось мнение, что «Солярис» — ответ на «Космическую одиссею 2001 года» (1968), фильм, который сам Тарковский подверг критике.

## Анализ

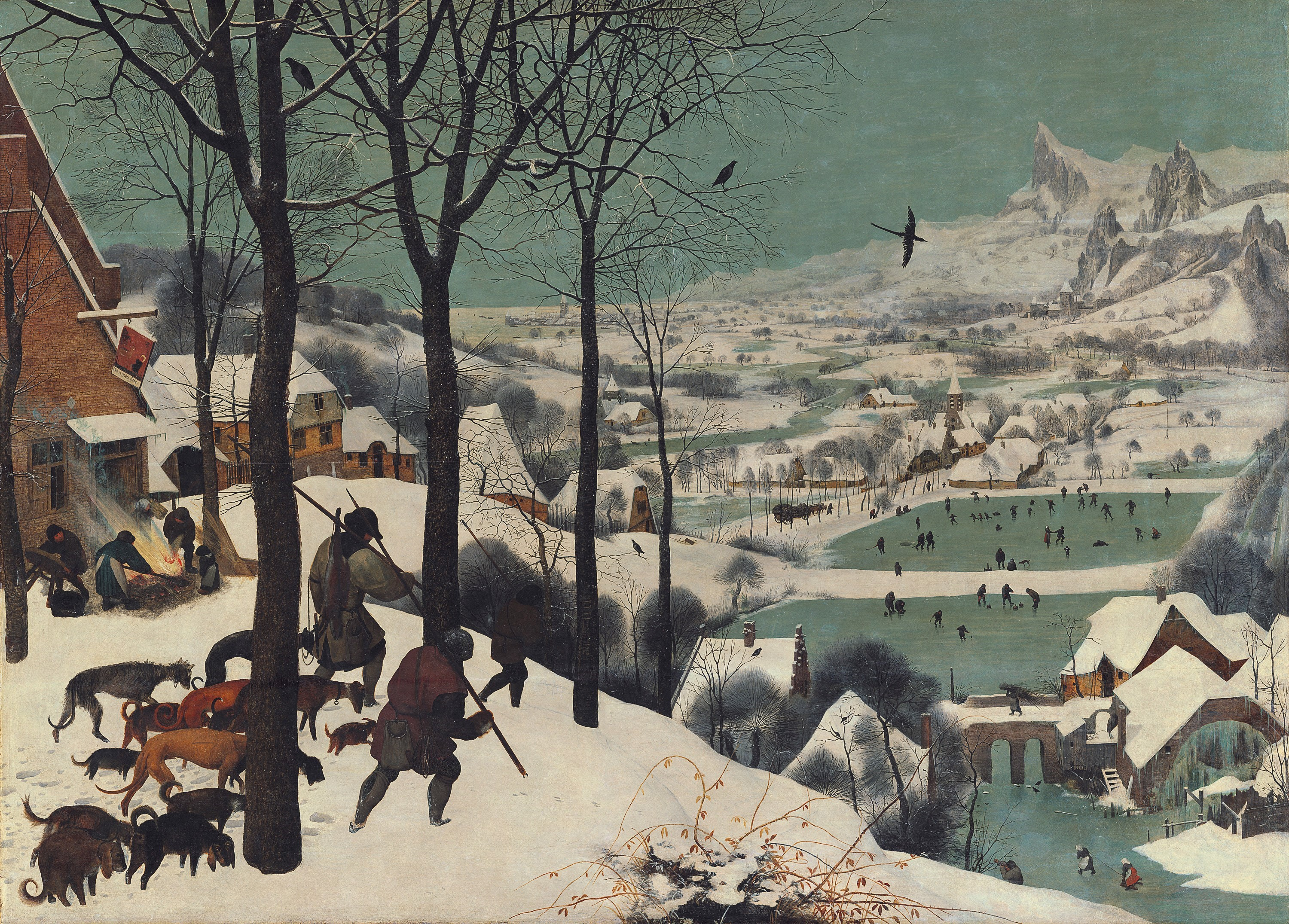
Питер Брейгель Старший —
«Охотники на снегу»

Параллель между эфемерными созданиями Соляриса и произведениями искусства людей (которые в фильме представлены полотнами Брейгеля, копией Венеры Милосской, иконой Троицы, музыкой Баха, текстами «Дон Кихота») выносит на поверхность вопрос о взаимоотношениях человека с его созданиями, в частности с кино как искусством репродуцирования реальности.
В философских дискуссиях герои Тарковского обращаются к именам Толстого, Достоевского, Мартина Лютера, к произведению Гёте «Фауст», мифу о Сизифе, спорят с идеями Фридриха Ницше, не называя его по имени (монолог Криса «Проявляя жалость, мы опустошаемся…»). Предлагаемые режиссёром ответы радикальны. В отличие от большинства фантастических фильмов, которые противопоставляют человеческое и механическое начала как заведомо непримиримые противоположности, Тарковский обнаруживает между ними тайное родство. На него намекают уже самые первые кадры фильма: загадочно колеблющиеся водоросли земного водоёма предвещают вечный водоворот океана планеты Солярис. Синтез земного и инопланетного достигает апофеоза в последней сцене фильма: в безбрежном океане Соляриса плывут острова, сотканные из памяти людей о Земле, и на одном из них Крис обнимает своего отца, принимая позу рембрандтовского блудного сына.
Фрейдистское толкование предложил культуролог Славой Жижек в документальной ленте «Киногид извращенца» (2006):

Нашему либидо необходима иллюзия, чтобы себя поддерживать. Один из самых интересных мотивов в научной фантастике — это мотив машины бессознательного Оно — объекта, обладающего чудесной способностью напрямую материализовывать, воплощать прямо на наших глазах наши самые заветные желания и даже чувство вины. «Солярис» — фильм о машине бессознательного. Это история психолога, которого отправили на станцию, вращающуюся на орбите вновь открытой планеты Солярис. Эта планета обладает чудесной способностью напрямую воплощать мечты, страхи, самые глубокие травмы, желания, самое сокровенное в душевной жизни.
Герой фильма однажды утром обнаруживает свою жену, много лет назад покончившую жизнь самоубийством. Так что он реализует не столько своё желание, сколько чувство вины. Она не обладает полноценным бытием и страдает от провалов в памяти, потому что она знает только то, что он знает, что она знает. Она — это просто его воплощённая фантазия. И её подлинная любовь к нему выражается в отчаянных попытках уничтожить себя: отравиться и так далее, просто чтобы освободить пространство, потому что она догадывается, что этого хочет он. Но от призрачного, нереального присутствия избавиться гораздо труднее, чем от живого человека. Оно преследует тебя как собственная тень.

## Влияние на кинематограф
Считается, что картина оказала влияние на фильмы «Сквозь горизонт» (1997), «Начало» (2010) и «Интерстеллар» (2014). Отсылки к «Солярису» присутствуют в «Пекле» (2007) Дэнни Бойла и «Шепчущей звезде» (2015) Сиона Соно. Дэнни Бойл позже признавался: «…Тарковский. Для западных режиссёров это Бог кинематографии. Есть вещи, которые ты просто обязан знать — и в их числе, разумеется, Тарковский». В фильме Ларса фон Триера «Меланхолия» (2011) присутствует картина «Охотники на снегу» в качестве отсылки к «Солярису».

## Призы и награды
- Специальный гран-при жюри на Международном Каннском кинофестивале 1972 года.
- Приз ФИПРЕССИ на Международном Каннском кинофестивале 1972 года.
- Приз на XXVIII Международном кинофестивале в Карловых Варах в 1972 году.
- Премия за лучшее исполнение женской роли (Наталье Бондарчук) на IX международном кинофестивале в Панаме в 1973 году.